# Debora Vogel

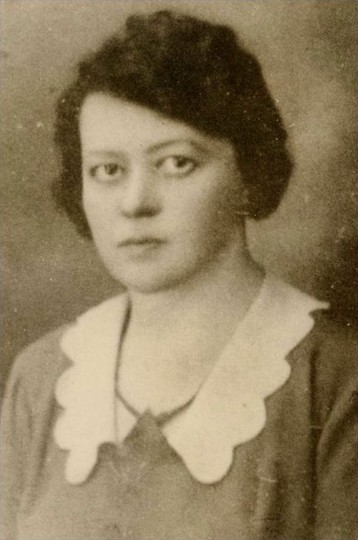
Debora Vogel

Debora Vogel (auch: jiddisch דבֿורה פֿאָגעל; Dvojre Fogel; * 4. Januar 1900 in Bursztyn in Galizien, Österreich-Ungarn; † August 1942 im Ghetto Lemberg) war eine zweisprachige polnische Schriftstellerin.

## Leben und Werk
Debora Vogel stammte aus einer jüdischen Intellektuellenfamilie aus Bursztyn in Galizien. Im Ersten Weltkrieg floh die Familie nach Wien, wo Vogel zuerst ein polnisches und dann ein deutsches Gymnasium besuchte, an dem sie in 1918 ihre Matura ablegte. Als nach dem Ersten Weltkrieg Polen seine Unabhängigkeit wiedererlangte (Zweite Polnische Republik), ließ sie sich im nun polnischen Lwów, dem ehemaligen Lemberg, nieder. Ab 1919 studierte sie Philosophie und Psychologie an der Uniwersytet Jana Kazimierza we Lwowie, ab 1924 an der Jagiellonen-Universität in Krakau, wo sie 1926 mit einer Arbeit über den Einfluss der Hegelschen Ästhetik auf Józef Kremer promoviert wurde. Danach arbeitete sie als Erzieherin in einem Waisenhaus und als Dozentin für Psychologie und Literatur.
Vogel schrieb auf Polnisch und auf Jiddisch und übersetzte ihre eigenen Texte. Den Entschluss, Jiddisch zu schreiben, fasste sie als Erwachsene. Das Jiddische war nicht ihre Muttersprache, im Hause Vogel wurde Polnisch, Deutsch und Hebräisch gesprochen. Die Entscheidung, jiddische Literatur zu schreiben, darf als eigenwilligster Zug dieser künstlerischen Biographie gelten.
1930 publizierte sie ihren Lyrikband Tog-figurn (Tagfiguren) mit Illustrationen von Henryk Streng, 1934 folgte ein weiterer Band mit Gedichten: Manekinen (Schneiderpuppen). 1935 publizierte sie die von ihr als „Montagen“ bezeichneten Prosastücke Akazies blien (Akazien blühen), deren polnische Fassung (Akacje kwitną, 1936) Bruno Schulz mit einer enthusiastischen Rezension würdigte. Sowohl in Vogels Lyrik als auch in der Prosa sind ihre Begeisterung für den Konstruktivismus in der Malerei und für die Literatur der Moderne zu erkennen. Debora Vogel gehörte dem polnisch avantgardistischen Zirkel um Stanisław Ignacy Witkiewicz und Władysław Strzemiński an. Ihr Briefwechsel mit Bruno Schulz muss als maßgebliche Inspiration für dessen Prosazyklus Die Zimtläden gelten.
Debora Vogels Texte – und insbesondere die Gedichte, die weit über die gängigen Themen und Motive der jiddischen Lyrik jener Zeit hinausweisen – zeichnen sich durch eine eigenwillige Bildlichkeit aus, die viele Kritiker als irritierend „kühl“ bzw. auch als „monoton“ empfanden. Ihre Randposition innerhalb des Literaturbetriebs beschreibt Debora Vogel ebenso nüchtern wie präzise in vielen ihrer Briefe: Mit der Wahl des Jiddischen stellte sie sich außerhalb des polnischen Kanons; mit ihrer avantgardistischen Ästhetik verweigerte sie sich den Erwartungen, die ihr – in Lwów ohnehin nicht zahlreiches – jiddisches Publikum an sie stellte. In ihren Essays gibt sie sich als exzellente Kennerin der zeitgenössischen europäischen Malerei und Literatur zu erkennen. Zu erwähnen ist außerdem ihr Beitrag über das Lemberger Judentum. Vogel stand in Kontakt mit der New Yorker Avantgarde der jiddischen Literatur – dem Kreis der „Insichisten“ –, in deren Zeitschrift sie regelmäßig publizierte. Sie führte einen regen Briefwechsel mit den bedeutendsten Persönlichkeiten der damaligen jiddischen Literatur, so etwa mit Aron Glanz-Leyeles, Melech Rawitsch oder Schlomo (Shloyme) Bickel (Bikel).
Im August 1942 wurde sie mit ihrem Mann, dem Architekten Szulim Barenblüth, ihrer Mutter und ihrem fünfjährigen Sohn Aszer im Lemberger Ghetto erschossen.
Das Werk Debora Vogels war lange vergessen. In der polnischen Literaturgeschichte taucht sie häufig (nicht zuletzt bei Jerzy Ficowski) lediglich als „Muse“ von Bruno Schulz auf, ihr eigenes literarisches Schaffen aber findet keine Erwähnung.
Eine der wenigen Spuren in den Jahren der Volksrepublik Polen findet sich in der großen Anthologie jiddischer Poesie in polnischer Übersetzung, die Arnold Słucki und Salomon Łastik vorbereitet hatten. In diesen Band wurde ein Gedicht Debora Vogels aufgenommen: Wieczorny spacer (Abendspaziergang), aus dem Jiddischen von Jerzy Ficowski.
In Polen haben sich u. a. Joanna Wysiecka, Barbara Sienkiewicz und Karolina Szymaniak um die Wiederentdeckung Debora Vogels verdient gemacht. Szymaniak gab 2006 einen Band mit Prosa heraus: Akacje kwitną. Montaże (Akazien blühen. Montagen) und schrieb die erste Monographie über die Schriftstellerin. Sie stellte auch eine umfassende Bibliographie der Schriften Vogels zusammen, auf der die anschließenden Ausgaben ihrer Schriften aufbauten.
In der Ukraine wurde Vogel zunächst durch eine Ausstellung in Lemberg im Jahre 2014, anschließend durch die Übersetzung der Tagfiguren durch Jurko Prochasko und dann Anastasiya Lyubas wieder bekannt.
Die erste deutschsprachige Edition mit Texten von Debora Vogel besorgte die in Łódź geborene und seit einigen Jahren in Bern lebende Germanistin und Kunsthistorikerin Anna Maja Misiak.

## Werke
- Anna Maja Misiak (Hrsg.): Die Geometrie des Verzichts: Gedichte, Montagen, Essays, Briefe. Die Gedichte zweisprachig. Aus dem Jiddischen und Polnischen ins Deutsche übersetzt. Wuppertal: Arco, 2016, ISBN 978-3-938375-61-7.
- Anastasiya Lyubas (Hrsg.): Bloom Spaces Debora Vogel's Poetry, Prose, Essays, Letters, and Reviews, Brighton: Academic Studies Press, [2020], ISBN 978-1-64469-390-2.